# 佐治街 (溫哥華)
佐治街，又有新譯喬治亞街，是加拿大卑詩省大溫哥華地區一條東西向街道，西起溫哥華市的西端區，東至本拿比北區。佐治街於溫市以內有東西之分：市中心一段為佐治西街，而緬街以東則為佐治東街；本拿比市內則沒有此區分。
溫市中心一段佐治西街是市内金融和商業區的要道之一，並在其西端駁上獅門橋通往北岸城鎮以至威士拿等地，為大溫地區一條重要交通動脈，當中詩磨街以西的佐治西街隸屬卑詩省99號公路一部分。佐治街在溫市和本拿比的餘下路段則主要途經住宅區，沿途部份路段並不連接。

## 走綫
佐治街西起溫市西端區的朝高街，毗鄰史丹利公園。佐治西街然後往東南方穿過市中心，沿途經過的地標和建築包括皇家銀行中心、溫哥華酒店、溫哥華美術館、太平洋中心、加蘭護行人專區、伊利沙伯女皇劇院、溫哥華演藝中心、溫哥華公共圖書館的總館、羅渣士體育館和卑詩體育館。介乎片打西街和史丹利公園一段佐治西街的中央行車綫為調撥車道，可轉換方向以迎合不同時段的交通流量。佐治西街在甘比街以東成為一條單程路，只供東行交通行駛，並駁上佐治高架橋；西行交通則分流到一個街口以北的鄧斯梅街和鄧斯梅高架橋。
佐治東街西起華埠緬街，然後往東途經士達孔拿、加蘭圍-活蘭和喜士定-日升區延至界限街（Boundary Road；即溫哥華和本拿比的市界綫），再往東延至本拿比洛克代爾區的果園街為止。佐治東街沿途被多項建築物、公園或其他道路（如天普頓中學、橫加公路和堅盛頓公園等）間斷。

## 歷史
佐治街於1886年（即溫哥華設市同年）以海峽命名，當時西起朝高街，東至比提街。第一代佐治高架橋於1915年開通後，佐治街的東端與哈理斯街連接，而哈理斯街亦自此更名為佐治東街。
省政府曾將緬街以西的整段佐治街編號為1號公路和99號公路的一部分，又將之編入橫加公路系統。隨著橫加公路在大溫哥華地區的走線於1960年代遷至新建成的401號高速公路，佐治街亦從橫加公路系統中剔除。省政府又於1971年至1972年間將99號編號轉至499號公路，佐治街的99號編號資格因此縮短至詩磨街以西的路段並維持至今；1號編號亦於同期轉至401號公路，緬街以西的佐治街因此改屬1A公路，直至該省道編號於2000年代取消為止。雖然1A省道編號已取消，但佐治西街沿途仍留有少量「1A」路盾。
第二代佐治高架橋於1972年開通後，其東端改為與派亞街連接，佐治東街與佐治西街自此並不相通。

## 備註

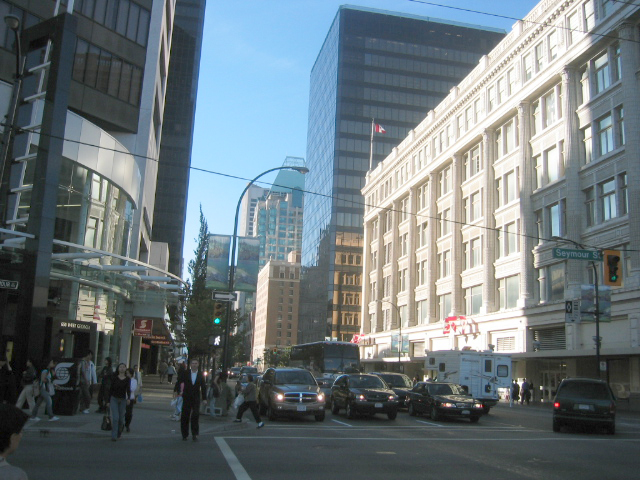
佐治街與詩磨街交界處西望

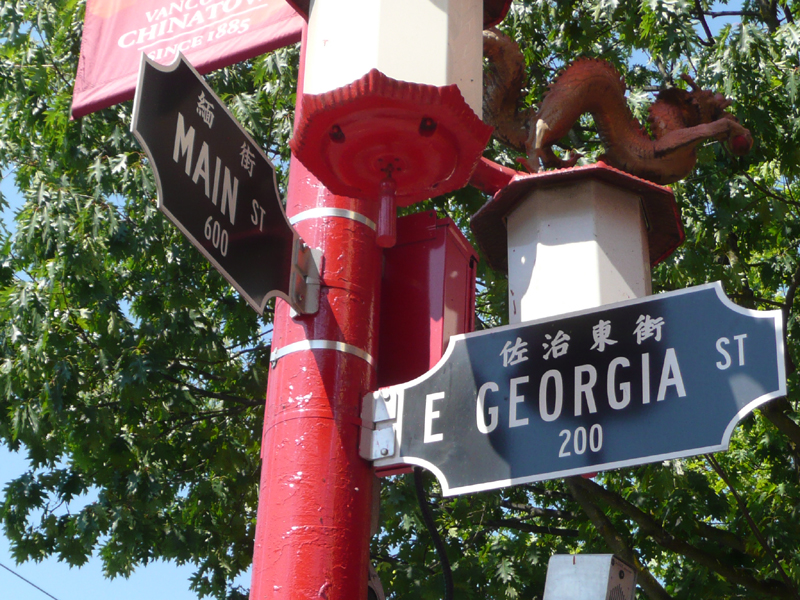
華埠緬街與佐治東街交界處的雙語路牌

1. ↑  溫哥華華埠雙語路牌上所用的是「佐治街」，溫哥華市政府中文檔案也是如此，本條目遂以此為準。

## 外部連結
- 维基共享资源上的相關多媒體資源：佐治街